# The Dubai Mall

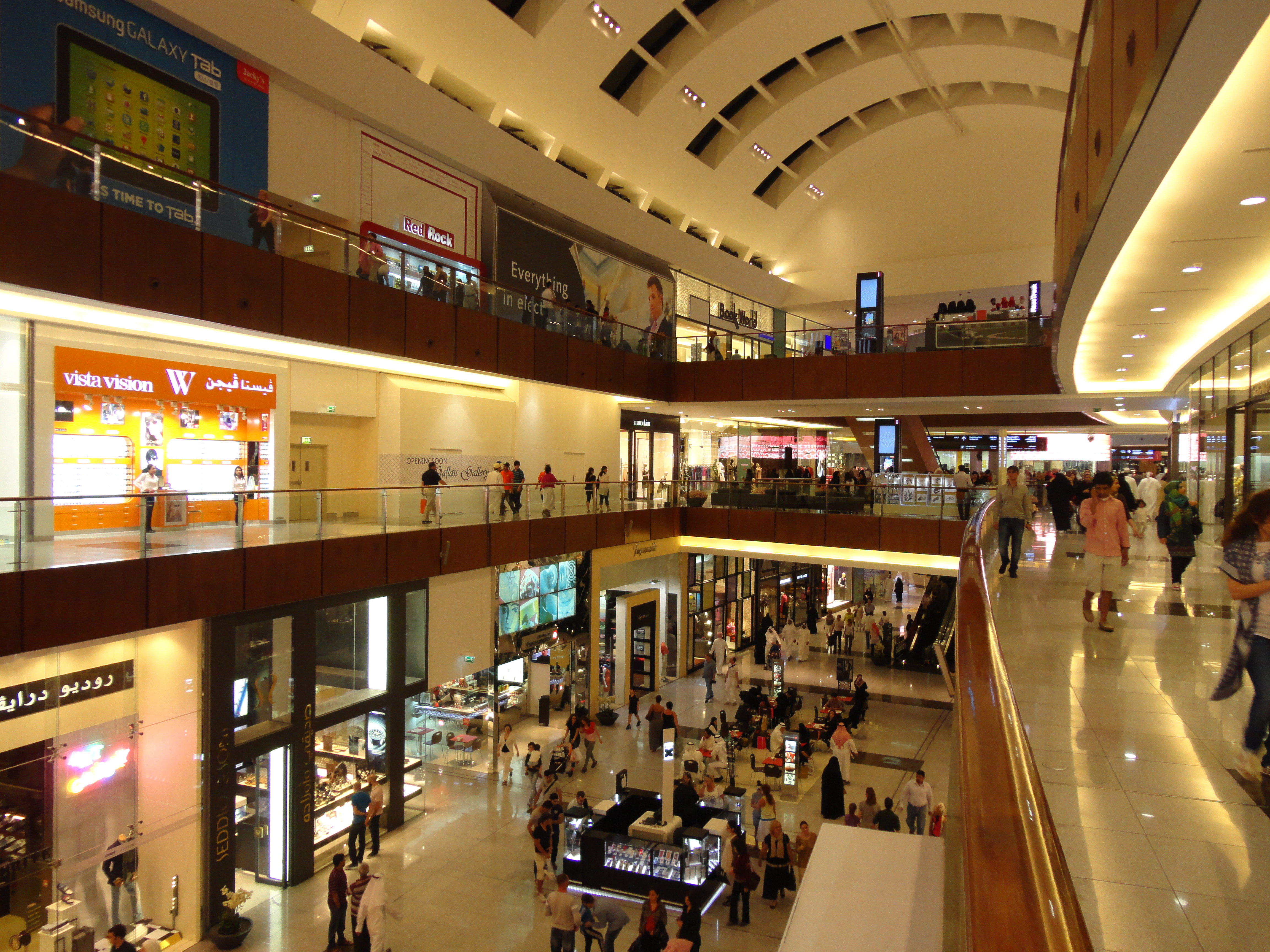
Wnętrze centrum handlowego

The Dubai Mall – centrum handlowe w Dubaju, w Zjednoczonych Emiratach Arabskich, otwarte 4 listopada 2008 roku.
Jest największym centrum handlowym na świecie pod względem powierzchni, która wynosi 112,4 ha (1 124 000 m²). W The Dubai Mall znajduje się ponad 1200 sklepów oraz 120 kawiarni i restauracji. W 2011 roku centrum zostało odwiedzone przez ponad 54 milionów klientów.
W budynku znajduje się akwarium o pojemności 10 mln litrów wody, w którym pływa ponad 33 tysiące okazów zwierząt morskich w tym 400 rekinów oraz lodowisko, o nazwie Dubai Ice Rink.